# Stadion AZS-u Łódź
Stadion AZS-u Łódź – stadion lekkoatletyczny w Łodzi, w Polsce. Został otwarty w 1959 roku. Obiekt należy do AZS-u Łódź.

## Historia
Stadion lekkoatletyczny przy ulicy Patrice'a Lumumby w Łodzi powstał na terenie dawnego miejskiego wysypiska śmieci. Decyzję o jego budowie podjęto w 1956 roku, a oddanie do użytku miało miejsce trzy lata później. Wraz ze stadionem powstał także pawilon sportowy z salą do tenisa stołowego po stronie wschodniej. W latach 1960–1961 w obrębie obiektów AZS-u wybudowano również korty tenisowe. W 1969 roku obok stadionu oddano do użytku krytą bieżnię lekkoatletyczną o długości 150 m. W latach 70. XX wieku dokonano kolejnych inwestycji, rozbudowano pawilon sportowy i powiększono korty tenisowe. W latach 1978–1979 na stadionie położono tartanową bieżnię lekkoatletyczną. W dniach 29–31 sierpnia 1980 roku na obiekcie rozegrano 56. Mistrzostwa Polski w lekkiej atletyce. W 2001 roku oddano do użytku przylegającą do pawilonu halę przeznaczoną do tenisa, gier zespołowych oraz sportów walki. W 2006 roku ukończono modernizację stadionu; jednocześnie zlikwidowano jednak stałą trybunę dla widzów mieszczącą się dotąd po stronie południowej. W 2010 roku otwarto zmodernizowany stadion treningowy z tartanową bieżnią o długości 333 m oraz boiskiem piłkarskim ze sztuczną nawierzchnią, położony obok stadionu głównego. W sąsiedztwie obiektu znajduje się również kryta pływalnia należąca do Uniwersytetu Łódzkiego.